# Cerro Prieto, Santa Cruz Tacahua
Cerro Prieto är en ort i Mexiko.   Den ligger i kommunen Santa Cruz Tacahua och delstaten Oaxaca, i den sydöstra delen av landet, 300 km sydost om huvudstaden Mexico City. Cerro Prieto ligger 1 483 meter över havet och antalet invånare är 336.
Terrängen runt Cerro Prieto är kuperad österut, men västerut är den bergig. Terrängen runt Cerro Prieto sluttar österut. Runt Cerro Prieto är det glesbefolkat, med 17 invånare per kvadratkilometer. Närmaste större samhälle är Villa Chalcatongo de Hidalgo, 19,3 km nordväst om Cerro Prieto. I omgivningarna runt Cerro Prieto växer huvudsakligen savannskog.